# 何天啟
何天啓（1504年—1563年），字義占，號鳳岡，江西廣信府貴溪縣人，民籍。

## 生平
閏四月二十二日生，行七十五，治《易經》，由國子生中式嘉靖四年（1525年）乙酉科江西鄉試第二十八名舉人，年二十九歲中式嘉靖十一年壬辰科會試第一百六十九名，第三甲第七名進士。觀禮部政，授行人，十三年十二月陞戶科給事中，十四年九月降淳安縣縣丞，陞嘉善知縣，南雄府同知，復補東昌府同知，陞南京兵部員外郎，郎中，二十三年六月浙江僉事，止。

## 家族
曾祖何桂高；祖何淵，布政司參議；父何章，知縣；母夏氏。具慶下，妻徐氏，兄天靜；天祥；天佑；天麟；天錫；天申；天爵，弟天象；天範，子其泰。